# زبان‌گاوی نیجریه
زبان‌گاوی نیجریه (نام علمی: Cynoglossus browni) نام یک گونه از سرده کفشک زبان‌گاوی است.